# Vigneulles-lès-Hattonchâtel
Vigneulles-lès-Hattonchâtel is een gemeente in het Franse departement Meuse in de regio Grand Est. De gemeente maakt deel uit van het arrondissement Commercy. Vigneulles-lès-Hattonchâtel telde op 1 januari 2022 1.581 inwoners.

## Geschiedenis
In 1973 fuseerde Vigneulles-lès-Hattonchâtel met de omliggende gemeenten Billy-sous-les-Côtes, Creuë, Hattonchâtel, Hattonville, Saint-Benoît-en-Woëvre en Viéville-sous-les-Côtes. Tot de gemeente hoort ook de plaats Hattonchâtel. Sinds 22 maart 2015 valt de gemeente onder het het kanton Saint-Mihiel. Daarvoor hoorde het bij het op die dag opgeheven kanton Vigneulles-lès-Hattonchâtel.

## Geografie
De oppervlakte van Vigneulles-lès-Hattonchâtel bedroeg op 1 januari 2022 62,59 vierkante kilometer; de bevolkingsdichtheid was toen 25,3 inwoners per km².

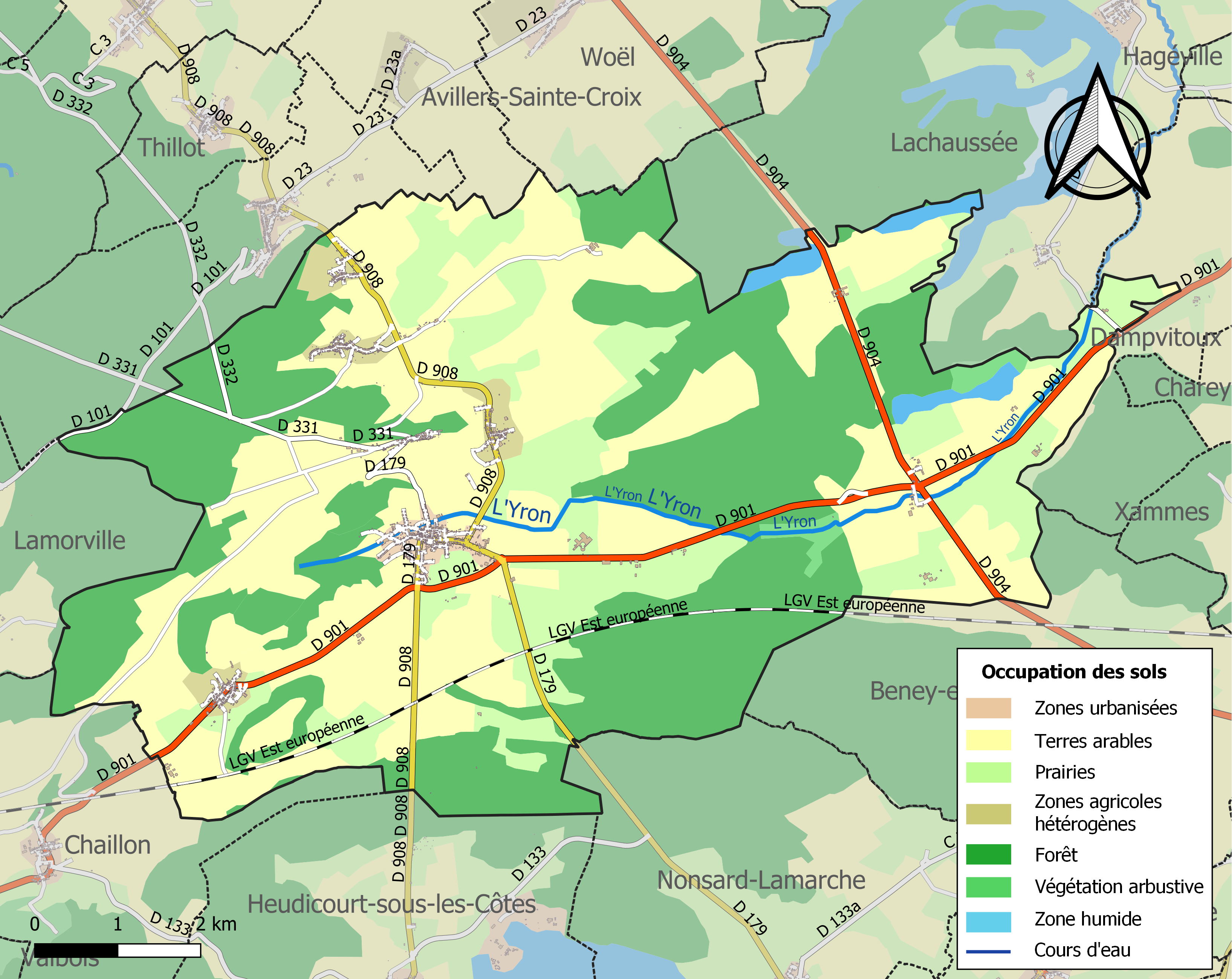
Kaart van de gemeente met de belangrijkste infrastructuur, bodemgebruik en omliggende gemeenten

## Demografie
Onderstaande figuur toont het verloop van het inwonertal (bron: INSEE-tellingen).

Apremont-la-Forêt · Beney-en-Woëvre · Bislée · Bouconville-sur-Madt · Broussey-Raulecourt · Buxières-sous-les-Côtes · Chaillon · Chauvoncourt · Dompierre-aux-Bois · Han-sur-Meuse · Heudicourt-sous-les-Côtes · Jonville-en-Woëvre · Lachaussée · Lacroix-sur-Meuse · Lahayville · Lamorville · Loupmont · Maizey · Montsec · Nonsard-Lamarche · Les Paroches · Rambucourt · Ranzières · Richecourt · Rouvrois-sur-Meuse · Saint-Maurice-sous-les-Côtes · Saint-Mihiel · Seuzey · Troyon · Valbois · Varnéville · Vaux-lès-Palameix · Vigneulles-lès-Hattonchâtel · Xivray-et-Marvoisin